# Араву
А́раву (ест. Aravu küla) — село в Естонії, у волості Ряпіна повіту Пилвамаа.

## Населення
Чисельність населення на 31 грудня 2011 року становила 73 особи.

## Історія
До 22 жовтня 2017 року село входило до складу волості Меексі.

## Уродженці
- Вайно Вагінґ (1940—2008) — естонський письменник.